# Frank Hodgetts
Frank Hodgetts (30 tháng 9 năm 1924 – 27 tháng 3 năm 2018) là một cầu thủ bóng đá người Anh từng thi đấu ở vị trí tiền vệ chạy cánh ở Football League. Ông giữ kỉ lục là cầu thủ trẻ nhất thi đấu cho West Brom, có màn ra mắt lúc 16 tuổi, 26 ngày với Notts County, vào ngày 26 tháng 10 năm 1940.